# 维勒莫捷
维勒莫捷（法語：Villemotier，法語發音：[vilmɔtje]）是法国东部安省的一个市镇，属于布雷斯地区布尔格区。

## 地理
维勒莫捷（46°20'46"N, 5°19'16"E）面积13.86 平方千米，位于法国奥弗涅-罗讷-阿尔卑斯大区安省，该省份为法国东部省份，北起汝拉省，西北接索恩-卢瓦尔省，西接罗讷省和里昂大都会，南至伊泽尔省，东与萨瓦省、上萨瓦省和瑞士接壤。
与维勒莫捷接壤的市镇（或旧市镇、城区）包括：贝尼、科利尼、库尔芒古、马尔博、皮拉茹、圣艾蒂安迪布瓦、萨拉夫尔、韦尔容。
维勒莫捷的时区为UTC+01:00、UTC+02:00（夏令时）。

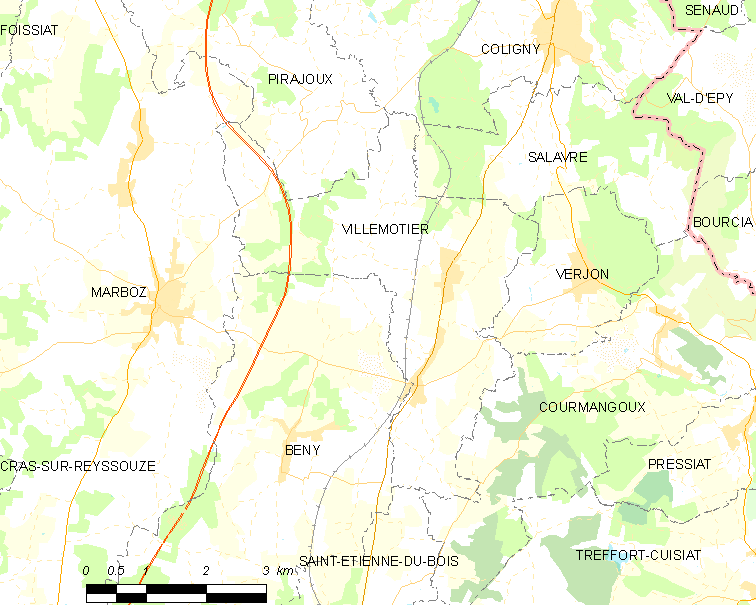
维勒莫捷的OSM定位图

## 行政
维勒莫捷的邮政编码为01270，INSEE市镇编码为01445。

## 政治
维勒莫捷所属的省级选区为圣艾蒂安迪布瓦县。

## 人口

1962-2008年间维勒莫捷人口变化图示

维勒莫捷于2022年1月1日时的人口数量为607人。